# Daniela Costa
Daniela Costa (Barcelona, 1981-Sitges, Barcelona, 14 de diciembre de 2023) fue una actriz española.

## Biografía
Daniela Costa nació en Barcelona. Saltó a la fama —cuando contaba con veinte años—, con la serie Al salir de clase, donde daba vida al papel de Alejandra "Alex", decidió que aquello era lo que quería hacer con su vida y empezó a estudiar danza e interpretación.
La carrera de Daniela como actriz se extiende desde el teatro al cine, pasando por interpretaciones en diversas series de televisión: El comisario, Hospital Central,  Lalola, Gavilanes, o Nada es para siempre. También era bailarina de jazz entre otros géneros musicales, además de cultivar el canto y la música. Cursó también talleres de Zen y Hahta yoga.
Junto a su pareja, el actor Oskar Salcedo, eran padres de un hijo: León. En noviembre de 2023, estrenó el cortometraje Amor Zombie. Daniela compaginaba su faceta como actriz con su trabajo como terapeuta holística.
Falleció en su residencia de la localidad barcelonesa de Sitges, el 14 de diciembre de 2023, a los 42 años, a causa de un cáncer de mama.

## Producciones

### Teatro
Ha participado en diversas obras de teatro, entre las que destacan:
- Sant Jordi
- Tierra baja
- Mareo
- La cabeza del dragón
- Hogares

### Cinema
- Diaria de una becaria
- Peli
- Espejo mágico
- Me llamo Sara
- No se puede tener todo
- Subjudice
- La última jugada
- Haz de tu vida una obra de arte (2014)
- Faraday (2013)
- 2012: Mentideros, de Sílvia Munt.[5]

### Películas de televisión
- Sota el signe de...
- Viure sense por
- Mentiders (2012)

### Series de televisión
- Lalola
- 16 dobles
- El comisario
- Al salir de clase como Alejandra "Álex" (2001-2002)
- Mis adorables vecinos como Aitana (2003-2006)
- MIR como la doctora Carmen Jurado (2007-2008)